# Roland MC-303
 (janvier 2013).
Si vous disposez d'ouvrages ou d'articles de référence ou si vous connaissez des sites web de qualité traitant du thème abordé ici, merci de compléter l'article en donnant les références utiles à sa vérifiabilité et en les liant à la section « Notes et références ».
La Roland MC-303 est le premier modèle d'une série d'instruments électroniques dénommés Groovebox de l'entreprise Roland. 

## Description
Elle combine un simple module sonore avec un séquenceur permettant d'enregistrer et de stocker des notes de musique tout en rendant possible l'improvisation en cours de jeu grâce à de multiples boutons de contrôle. Malgré le numéro inclus dans son nom et l'effet de mode massif qu'elle a reçu lors de sa sortie, la MC-303 a plus de points communs avec les synthétiseurs MC qu'avec la célèbre Roland TB-303. En tant que première Groovebox, la MC-303 était la première d'une ligne de produits bon marché plutôt destinée aux DJ de house ainsi que les musiciens amateurs plus que les producteurs professionnels. Après sa sortie en 1996, suivra la Roland MC-505, puis la Roland D2, Roland MC-307, Roland MC-909 et la Roland MC-808.

## Caractéristiques
Caractéristiques techniques principales de la MC-303 :
- générateur de son : 28 notes - voix de polyphonie ;
- séquenceur 8 pistes  (7 instruments et 1 kit de batterie) ;
- 16 parties de timbre ;
- 448 sons pré-enregistrés et 12 kits de batterie ;
- effets : reverb/delay et chorus/flanger ;
- 300 patterns de variation de « dance-music » pré-installés tels que rythmes de batterie et des lignes de basse ;
- stockage instantané : jusqu'à 50 patterns utilisateurs ;
- espace de stockage : environ 14 000 notes ;
- connecteurs MIDI : entrée et sortie (pas de MIDI thru).

## Synthétiseur/Module sonore
Le synthétiseur inclus dans la Roland MC-303 se contente de jouer des échantillons pré-chargés dans la ROM. Cette dernière contient certaines sonorités largement inspirées des synthétiseurs et boîtes à rythmes Roland devenus des classiques du genre comme par exemple la TB-303, TR-808 et TR-909 ainsi que la série des Juno et divers modules sonores typés « dance-music » comme certains pads, pianos, instruments à cordes et scratches de vinyle. Les sons peuvent être manipulés via un filtre passe-bas, diverses fonctions de modulation et de simples effets DSP. La MC-303 ne dispose pas d'un échantillonneur intégré, cependant le manuel de l'utilisateur donne certaines instructions rendant possible l'utilisation d'un échantillonneur externe.

## Séquenceur
Il s'agit de la fonctionnalité la plus importante de la MC-303 grâce à son séquenceur 8 pistes intégré. Il peut enregistrer et envoyer par le biais des connecteurs MIDI sur le panneau arrière, rendre possible le contrôle de séquenceurs externes ou d'autres modules par le séquenceur interne, ou encore le contrôleur interne peut lui-même être asservi par un contrôleur externe. Bien que la communication avec d'autres machines soit possible, le principal atout de la MC-303 grâce à son petit format tout-en-un est la capacité de rassembler un véritable petit studio de production (bien qu'il s'agisse d'un studio amateur simplifié). La MC-303 dispose d'un micro-clavier qui peut également être utilisé comme boîte à rythme. La MC-303 s'inspire de la prise en main ainsi que du design des célèbres synthétiseurs et boîtes à rythme Roland tels que la MC-202, TB-303, TR-808 ou encore la TR-909.

## Problèmes d'approvisionnement
Lors du lancement du produit, Roland avait apparemment sous-estimé la demande et beaucoup de commandes n'ont pas été honorées plusieurs mois après la mise en vente de la machine.